# Les Cinq Sens (Makart)
Pour les articles homonymes, voir Les Cinq Sens (homonymie).
Les Cinq Sens est une série de cinq tableaux de Hans Makart illustrant les cinq sens.
Ces tableaux sont exposés à Paris, salle Valentino, en 1882, et à Rouen, 51 rue Jeanne-d'Arc, en janvier 1883.